# Sara Thunebro
Sara Thunebro (Strängnäs, 1979. április 26. –) világbajnoki bronzérmes svéd női válogatott labdarúgó.

## Pályafutása

### A válogatottban
A 2007-es, 2011-es és a 2015-ös világbajnokságokon, valamint a 2008-as és a 2012-es olimpián képviselte hazáját.

## Sikerei, díjai

### Klubcsapatokban
Német kupagyőztes (1):
- 1. FFC Frankfurt (1): 2011

### A válogatottban
Svédország
- Világbajnoki bronzérmes (1): 2011
- Algarve-kupa győztes (1): 2009
- Algarve-kupa bronzérmes (2): 2007, 2010